# Spelling

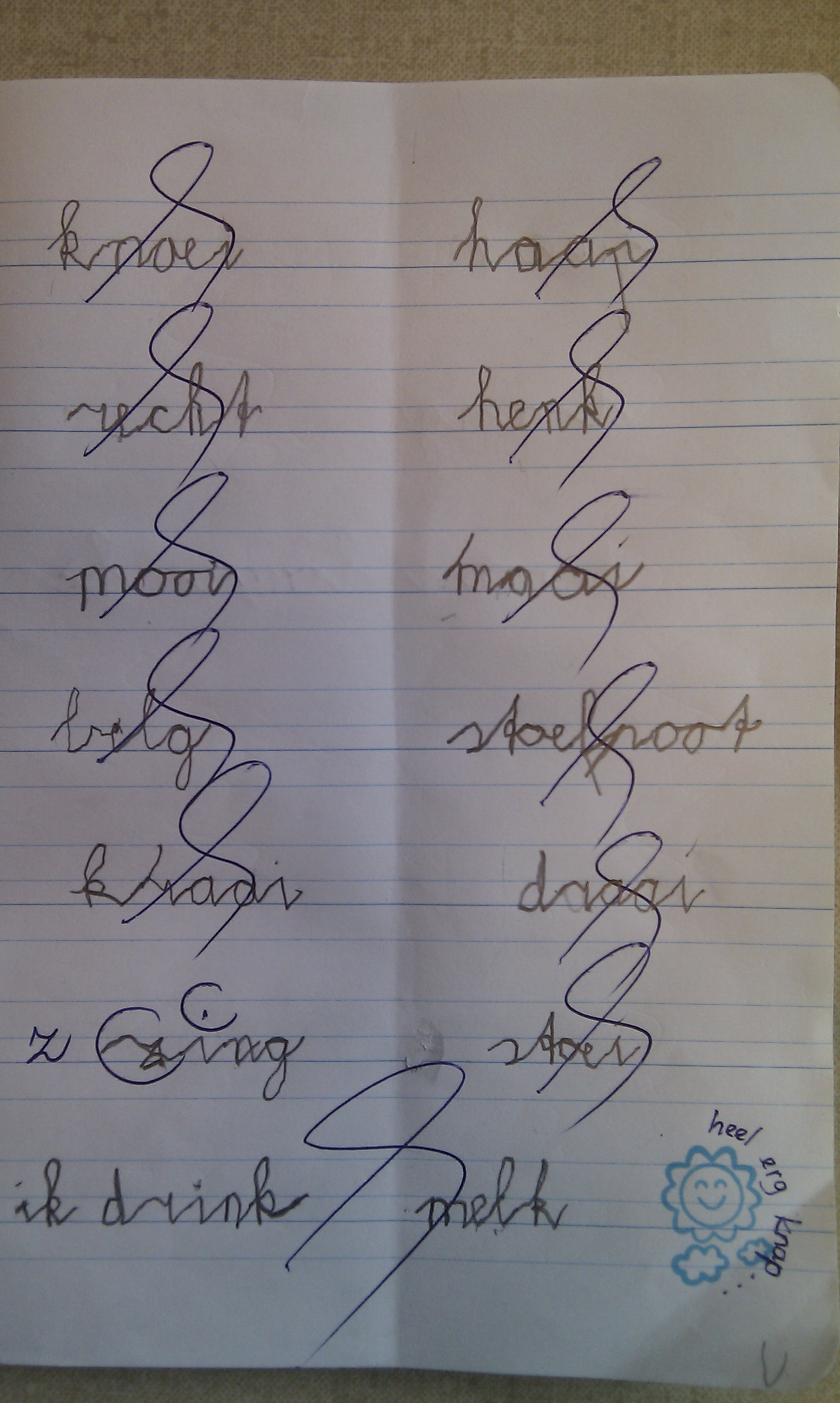
Spelling in groep 3 van de basisschool.

Het woord spelling heeft twee verwante betekenissen:
1. een bepaalde manier om taal, die primair spraak is, schriftelijk weer te geven;
2. de officiële of in brede kringen aanvaarde conventies voor die grafische weergave.[1]

## Soorten spelling
Volgens de Grote Van Dale is spellen "uit letters vormen", en is een letter een "teken bij het schrijven gebruikt om een taalklank of een verbinding van klanken aan te duiden." Dat betekent dat talen die anders dan met letters schrijven, geen spellingen hebben in de eigenlijke betekenis van het woord. Toch wordt het woord spelling informeel vaak gebruikt als men het heeft over het logografisch schrift en over het syllabisch schrift. Vandaar dat die ook in het volgende overzicht zijn opgenomen.

### Logografisch
De tekens van een logografisch schrift, die men karakters noemt, stellen begrippen voor, geen (groepjes van) in se betekenisloze fonemen. De Chinese talen worden logografisch geschreven.

### Syllabisch
In een syllabisch schrift wordt elke lettergreep door een karakter weergegeven. Voor een taal als het Nederlands zou een syllabisch schrift een enorm aantal tekens vereisen, maar het principe is goed bruikbaar voor talen met strenge fonotactische beperkingen. Voorbeeld: de twee Kanaschriften voor het Japans.

### Consonantisch
Er zijn ook talen die in een consonantenschrift geschreven worden. Daarin wordt elke fonologische medeklinker door een letter weergegeven, en moet de lezer zelf als het ware de klinkers tijdens het lezen invullen. Voorbeeld: het oorspronkelijke Hebreeuwse alfabet en Arabische alfabet. (Het moderne Hebreeuwse en Arabische alfabet maakt gebruik van diakritische tekens om klinkers te noteren.)

### Fonologisch
Maar verreweg de meeste talen die gespeld worden, volgen het fonologisch of fonematisch principe, en gebruiken daarvoor een alfabetisch schrift, waarbij iedere letter van het alfabet in principe een foneem weergeeft. In principe; zie echter § 2 en § 3 verder. Voorbeelden: het Fins en het Hongaars, het Nederlands ook grotendeels. Een dergelijke spelling zou eigenlijk fonologische of fonematische spelling moeten heten. Maar behalve in de linguïstische vakliteratuur is die term weinig gebruikelijk.

### Fonetisch?
Zowel in als buiten de vakliteratuur treft men vaak de term fonetische spelling aan. Deze term kan op verschillende manieren worden opgevat. 
De populaire en daardoor wellicht meest gebruikelijke betekenis van fonetische spelling is 'spelling die min of meer het equivalent is van een eenvoudige fonetische transcriptie'. Kenmerken van een dergelijke fonetische spelling zijn:
- Ze is eenvoudig doordat ze geen allofonen onderscheidt die niet hetzelfde klinken als andere fonemen. Ze maakt bijvoorbeeld geen onderscheid tussen de donkere [ɫ] van woel en de heldere [l] van wiel; ze probeert niet de [g]-uitspraak van de k in dekbed te noteren. Maar ze schrijft wel paz op!, fonologisch /pɑs ɔp/, omdat het Nederlands een foneem /z/ heeft.
- Ze maakt gebruik van traditionele spellingconventies, zoals aa voor [a:] of ch voor [x]. Aapen wordt aanvaard als een fonetische spelling van /apen/, ook al stellen de twee a's slechts één klank voor; (ik) lach is een fonetische spelling van (ik) lag, ook al stelt de h in bv. hel gewoon de /h/ voor.
- Ze maakt gebruik van letters van het conventionele alfabet: er wordt geen speciaal teken gebruikt voor de laatste klank van lang, /ŋ/, dat gewoon als lang wordt genoteerd.
- Ze berust vaak in andere onnauwkeurigheden, wanneer de gewone spellingconventies dat ook doen. Zo wordt bv. leeven als vaak als "fonetische spelling" aanvaard, ook al stelt de derde e hierin de [ə] voor, maar in een woord as bel de [ɛ].

Dit laatste punt volstaat om deze interpretatie van de term fonetische spelling als een duidelijk onwetenschappelijke interpretatie te beschouwen.
Er zijn echter ook andere interpretaties van de term "fonetische spelling" die wel wetenschappelijk bruikbaar zijn of waren, omdat ze duidelijk te definiëren zijn:
1. Als synoniem van (echte) fonetische transcriptie. Dit is de gebruikelijke betekenis in vakliteratuur uit de tijd toen men het onderscheid tussen fonetiek en fonologie nog niet maakte.
2. Als aanduiding voor een spelling die een bepaalde manier van interpretatie van fonologische spelling is; zie over dat laatste het beginsel van de gelijkvormigheid.

De rest van dit artikel zal zich beperken tot een bespreking van de fonologische spelling; dat is ook de term die verder gebruikt zal worden. De meeste voorbeelden komen uit het Nederlands.

## Problemen inherent aan fonologische spelling
1. Talen, en zeker talen die in een grotere taalgemeenschap gesproken worden, vertonen variatie. Als er in die variatie verschillen in de klankinventaris van een taal zitten, is één consequente fonologische spelling van die taal onmogelijk. Het Nederlands levert wellicht twee voorbeelden van dit probleem:
  1. De klankinventaris van het zuiden kent het foneem /ɣ/ als in gal /ɣɑl/, maar grote delen van het noorden kennen het niet: daar beantwoordt aan de zuidelijke /ɣ/ een /x/ en is gal dus /xɑl/.[3]
  2. Er wordt al van in de jaren 30 van de twintigste eeuw[4] over gediscussieerd of de klinker van de dezelfde is als die van put, en de discussie is nog steeds niet beslecht. Het is zeer wel mogelijk dat het antwoord verschilt voor verschillende sprekers. — Het moderne Frans bevat onbetwiste voorbeelden: er zijn Fransen die de fonemen /a:/, /œ̃/ en /ɛː/ (als in respectievelijk pâte, brun en maître) hebben, maar anderen die ze niet meer hebben en die deze woorden hetzelfde uitspreken als patte, brin en mettre, met respectievelijk /a/, / ɛ̃/ en /ɛ/.[5]
2. Die variatie kan ook inhouden dat er verschillende standaarduitspraken bestaan van hetzelfde woord. In het Nederlands gebeurt dat weinig of niet in beklemtoonde lettergrepen van erfwoorden; wel bv. in het Engels; vergelijk de uitspraak van het werkwoord ask 'vragen', /ɑ:sk/ en /æsk/. Maar in het Nederlands gebeurt het wel op grote schaal in onbeklemtoonde lettergrepen, met name in de uitgang -en, die als /ən/ of als /ə/ uitgesproken kan worden. Het probleem doet zich ook vaak voor bij leenwoorden. Zo wordt het Engelse leenwoord goal in het Noorden als /gol/[6] uitgesproken, in het zuiden als /ɣol/.
3. Zelfs bij uniforme uitspraak van een woord zijn er problemen, omdat de fonologische analyse ervan soms niet evident is en een fonologische spelling dus niet makkelijk. Een eenvoudig Nederlands voorbeeld: is het voorlaatste foneem van het woord dank [dɑŋk] een /n/ of een /ŋ/? Welke niet-taalkundige kan die vraag beredeneerd beantwoorden? Een ingewikkelder Nederlands voorbeeld: een spelling als (hij) wordt. Er zijn taalkundige redenen om de laatste twee letters daarvan als fonologische spelling te beschouwen: /d/ is het laatste foneem van /wɔrd/, de stam van worden, /t/ is de uitgang van de 3e persoon van de tegenwoordige tijd en de d/t-regels die van de /dt/ in wordt een [t] maken —/wɔrdt/ klinkt als [wɔrt] — zijn dezelfde als die welke van de /dt/ in bijvoorbeeld (het) werd tragisch een [t] maken —/wɛrd traɣis/ klinkt als [wɛrtra:ɣis]: een regel die van iedere /dt/ [tt] maakt en een regel die ervoor zorgt dat alle dubbele medeklinkers enkel worden uitgesproken. Deze analyse is niet evident en de spelling die zij met zich meebrengt, is aantoonbaar moeilijk: de frequentie van fouten tegen de d/t-regels bewijst dat.

Gezien deze problemen is het duidelijk dat een ideale fonologische spelling niet bestaat.

## Oorzaken van uitzonderingen in de fonologische spelling
Het fonologisch principe van de meeste fonologische spellingen wordt bovendien doorkruist door allerlei andere factoren, waardoor er uitzonderingen in de fonologische spelling ontstaan. In wat volgt, wordt een aantal van deze factoren besproken.

### Problemen in verband met het gebruikte alfabet
Voor de meeste talen, waaronder alle cultuurtalen, wordt geen speciaal alfabet gemaakt. Ze worden geschreven met een aan een andere taal ontleend alfabet, dat dan meestal niet ideaal is voor de ontlenende taal. Zo heeft het Nederlands bv. het Latijnse alfabet ontleend. Dat was al op zichzelf geen ideaal alfabet voor het Latijn (het onderscheidde bv. niet de lange en de korte Latijnse klinkers en het had drie tekens voor de /k/: c als in canis 'hond', k als in Kalendae 'eerste dag van de maand' en q als in quid 'wat'); en het had geen tekens voor flink wat Nederlandse klinkers, zoals die van duur, dus, deur en de.
Heel veel talen hebben, zoals het Nederlands, te weinig lettertekens om al hun fonemen te kunnen weergeven. Ze gebruiken dan bijvoorbeeld:
- digrafen: Nederlands oe voor /u/, als in doek; aa voor /a/, als in aap
- trigrafen: Duits sch voor /ʃ/, als in Mensch
- diakritische tekens: Spaans ñ voor /ɲ/, als in España
- vervormingen: Nederlands j, een vervorming van i, voor /j/ (anders dan in het Latijn is /j/ in het Nederlands niet hetzelfde foneem als /i/)
- ontleningen uit andere alfabetten, zoals de IJslandse thorn þ, oorspronkelijk de derde letter van het runenalfabet

Of ze berusten en laten één letter verschillende fonemen voorstellen, zoals de Nederlandse e, die soms /ɛ/ als in bel, soms /e/ en soms /ə/ voorstelt, die laatste twee allebei bijvoorbeeld in bever /bevər/.
Omgekeerd kan een alfabet overbodige tekens hebben, zoals de x in het Nederlands, die nooit één maar altijd twee fonemen voorstelt, /ks/. Nu wordt die alleen in leenwoorden gebruikt, maar vroeger ook in erfwoorden, zoals in eens coninx sone in de Ferguut.

### Het beginsel van de gelijkvormigheid
Vele spellingen maken tevens gebruik van het beginsel van de gelijkvormigheid. Zo ook de Nederlandse spelling: "Wij spellen een woord of woorddeel [technisch: een morfeem] zo veel mogelijk op dezelfde manier" (Groene Boekje, p. 16). Maar morfemen kunnen om allerlei redenen van gedaante veranderen, soms op manieren die voor de gewone gebruiker misleidend zijn, omdat er veranderingen optreden waarin fonemen allofonen krijgen die hetzelfde klinken als andere fonemen. Een goed voorbeeld hiervan is de auslautverhärtung. Die maakt dat de eindmedeklinkers van woorden als krab, bad, leef (stam /lev/), luis (stam /lœyz/) en dag (stam /dɑɣ/ voor wie de /ɣ/ heeft) klinken als resp. [p, t, f, s] en [x]. Voor de meeste taalkundigen zijn dit allofonen van /b, d, v, z/ en /ɣ/ en niet de fonemen /p, t, f, s/ en /x/. Voor hen zijn de [f] van leef en de [s] van luis dus inderdaad geen fonologische maar echte fonetische spellingen. Maar deze klanken worden geïnterpreteerd als /p, t, f, s/ en /x/ en sommigen zouden het dus natuurlijk vinden ze consequent als p, t, f, s en ch te schrijven, zoals het geval is bij z-s en v-f-paren maar inconsequent genoeg niet bij d-t en b-p-paren.

### Taalverandering, spellingconservatisme en etymologische spellingen
Wie kan lezen, kan dat vlot dankzij zijn vertrouwdheid met het visuele beeld, in concreto de spelling, die hij waarneemt als hij leest. Wat gebeurt er wanneer taalverandering optreedt? De spelling kan dan de taalverandering volgen en zelf ook veranderen. Maar dat roept weerstand op bij al wie kan lezen en schrijven, gezien "het simpele ervaringsfeit dat zowel schrijven als lezen het gemakkelijkst en plezierigst is indien de woorden een vaste, vertrouwde aanblik hebben." In de mate dat de spelling taalveranderingen echter niet volgt, houdt ze op fonologisch te zijn, ipso facto als de veranderingen fonologisch zijn.
Een duidelijk Nederlands voorbeeld is wat er gebeurd is met de Middelnederlandse [i:]. Die veranderde bij de overgang naar het Nieuwnederlands in [ɛi]: Middelnederlands li(j)den /li:dən/ werd Nieuwnederlands lijden /lɛidən/. Daarmee viel deze nieuwe klank samen met de al in het Middelnederlands bestaande /ɛi/, zoals in leiden. Ze behield echter een van haar Middelnederlandse spellingen, ij en zo onderscheidt de Nederlandse spelling nog steeds ei en ij, hoewel de klanken die zij oorspronkelijk voorstelden, fonologisch al ongeveer 500 jaar geleden samengevallen zijn. — Tot voor kort had het Nederlands nog meer dergelijke onregelmatigheden, maar het spellingsonderscheid in open lettergrepen tussen ee en e (heeten vs. nemen) en tussen oo en o (koolen 'groente' vs. kolen 'brandstof') en dat tussen s en sch (pens vs. mensch) is het Nederlands in het midden van de 20e eeuw kwijtgeraakt.
In talen met een lange literaire traditie leidt dit spellingconservatisme tot zeer onregelmatige "fonologische" spellingen als er vele taalveranderingen zijn opgetreden, zeker als er geen officiële instantie is die de spelling beregelt, zoals in het Angelsaksische taalgebied. De Engelse spelling is vooral daardoor extreem onregelmatig geworden.
De in deze paragraaf besproken oorzaken van uitzonderingen in fonologische spellingen leiden per definitie allemaal tot etymologische spellingen, spellingen gebaseerd op feiten uit de vroegere taalgeschiedenis.

### Ontlening
Bij ontlening wordt de spelling van de ontleende woorden vaak niet aangepast. Als een leenwoord fonemen bevat die niet in de ontlenende taal voorkomen, zou dat ook moeilijk, zo niet onmogelijk zijn. Maar onaangepaste spellingen van leenwoorden, al dan niet met leenfonemen, zijn per definitie niet-fonologische spellingen, en de onregelmatigheid kan groot zijn, zoals bv. de spelling van het Nederlandse leenfoneem /ɛ̃/ in mannequin, elektricien, daim en souterrain.
Maar ook als de spelling aangepast zou kunnen worden (zoals bijvoorbeeld gebeurd is in 'seks' en 'antropoloog'), gebeurt dat dikwijls niet. Daarvoor zijn twee hoofdredenen. Een vreemde spelling kan een indicatie zijn van de brontaal van een ontlening: de th voor /t/ in these, bijvoorbeeld, suggereert Griekse herkomst. Dat is geen noodzaak — 'seks' en 'antropoloog' bewijzen het. Maar dergelijke etymologische spellingen hebben een zeker sociaal prestige, en dat wordt versterkt door de vaak gehoorde bewering dat het opgeven ervan de taal zou verarmen. Het beginsel van de gelijkvormigheid gaat hoe langer hoe meer spelen bij internationalismen. Internationalismen zijn leenwoorden die in verschillende talen voorkomen met dezelfde etymologie en met ongeveer dezelfde spelling, zoals liter, atheïsme, psychologie en quarantaine. Samen met de internationalisering van de westerse cultuur neemt ook veeltaligheid toe, en daarmee ook de weerstand tegen aangepaste spellingen van internationalismen: lieter, ateïsme, psiechologie en karantaine zijn spellingen die vrijwel universeel afgewezen worden, omdat zij niet gelijkvormig zijn aan de internationaal bekende spellingen.

## Ander gebruik van spelling
Spelling heeft als doel het weergeven van spraakklanken, maar een spelling, en met name een alternatieve spelling, kan ook voor andere doeleinden gebruikt worden. Een paar voorbeelden:
- Gewoon om de aandacht te trekken, als reclame, zoals in de Cliént, de naam van een kapperszaak. (Of draagt deze spelling ook de boodschap dat het accent in deze zaak op de cliënt ligt?)
- Om politieke standpunten in te nemen, in de ruime zin van het woord. Diskusjerende aksiegroepen in de jaren 70 en 80 van de 20e eeuw probeerden met dergelijke spellingen te kennen te geven dat ze links waren.[14] Dat kan reacties uitlokken: in de jaren 30 van de 20e eeuw werd de afwijkende spelling-Kollewijn heftig bestreden door de verdedigers van de spelling-De Vries en Te Winkel, waarbij zelfs theologische argumenten gebruikt werden![15]
- Om een sfeer van informaliteit of van ongeletterdheid op te roepen, zoals in de afwijkende Engelse spelling nite, die op precies dezelfde manier wordt uitgesproken als de algemeen geaccepteerde spelling night. (Nederlands Kom Tie Dan Hé suggereert ook wel informaliteit, maar geeft tevens een informele uitspraak weer.)

Uit de voorbeelden is duidelijk dat deze alternatieve gebruiken van de spelling soms moeilijk of zelfs geheel niet te interpreteren zijn: wat bedoelde Paul van Ostaijen precies met zijn gebruik van de spelling-Kollewijn?

## Voetnoten
1. ↑  In dit artikel wordt de uitspraak genoteerd tussen schuine strepen / / als het onmiskenbaar om fonemen gaat. Voor zover het over in het Nederlands voorkomende fonemen gaat — en de meeste voorbeelden komen uit het Nederlands — volgt het de notering van Heemskerk & Zonneveld 2000. In alle andere gevallen staat de uitspraak tussen vierkante haken [ ].
2. ↑  Dit overzicht is schematisch, en laat mengvormen zoals het Devanagari, dat een mengeling van syllabisch en consonantisch schrift is (Whitney 1889:3), buiten beschouwing.
3. ↑  Al leidt de /ɣ/ ook in het noorden wellicht nog een marginaal bestaan aan het einde van de stam van een zwak werkwoord als vlaggen, verleden tijd vlagde, niet *vlagte, wat het zou zijn als de stam /vlɑx/ was (Booij 1995:8). Maar dat is de enige plek waar de /ɣ/ wellicht nog voorkomt. (Wellicht: Tops 2008:64–66 bevat een poging om zelfs dit argument te ontkrachten.) Hoe dan ook, de vorm vlagde is geen reden om de noordelijke uitspraak van een woord als [xɑl] als /ɣɑl/ (noch per se als /xɑl/) te interpreteren. Er zijn dan ook beschrijvingen van het Nederlandse medeklinkersysteem die geen /ɣ/ bevatten, zoals Smith 1992:309.
4. ↑  Van den Berg 1964:16 & noot p. 132.
5. ↑  Dat deze fonemen uit sommige variëteiten van het Frans verdwenen waren, werd al beschreven in Martinet 1965:211–212.
6. ↑  Trouwens ook als /kol/, maar die uitspraak wordt algemeen als substandaard beschouwd.
7. ↑  Er waren (of zijn?) ook linguïsten die die opvatting delen. "Once a phoneme, always a phoneme", was een bekend gezegde van vele post-Bloomfieldianen, o.a. vermeld in Kraak 2006:124. Voor die linguïsten was (en is?) bijvoorbeeld elke [t] zoals in daad altijd een /t/: fonetisch [da:t], fonologisch /dat/.
8. ↑  Molewijk 1992:24.
9. ↑  Van Bree 1987:22.
10. ↑  Ze werd in het Middelnederlands meestal i gespeld, dus zonder aanduiding van haar lengte. De spelling y is een verkeerde lezing van ij, die in sommige latere spellingen overigens wel officieel werd.
11. ↑  Alleen het uit het Duits ontleende suffix -isch heeft nog de spelling sch.
12. ↑  Terecht, al is het woord ontleend via het Frans; zie Philippa et al. 2003–2009.
13. ↑  Taalkundig is die bewering onterecht, want spellingverandering is geen taalverandering. Dat het opgeven van dergelijke etymologische spellingen een zekere culturele verarming zou betekenen, kan alleszins verdedigd worden. Deze spellingen reflecteren een stuk taalgeschiedenis, en kennis van de geschiedenis wordt door velen als een cultureel waardevol goed beschouwd.
14. ↑  Alhoewel dergelijke afwijkende spellingen niet inherent links zijn, zoals bewezen wordt door de Konsekwent Progressieve Spelling van pater Jozef Verschueren, S.J., en door het gebruik van de "progressieve spelling" van het Groene Boekje (ed. 1954) door de toen bij rechts aanleunende Standaard.
15. ↑  Van der Wal & Van Bree 1992:330